# الجيش الكندي
الجيش الكندي (بالإنجليزية: Canadian Army) هي القوات البرية التابعة للقوات المسلحة الكندية تعمل كندا في الوقت الحالي على توظيف عدد من المحترفين والمتطوعين للخدمة العسكرية بعدد يبلغ نحو 65,000 فرد يعملون بالخدمة الأساسية و26،000 فرد في قوات الاحتياط العسكرية، تتألف القوات الكندية الموحدة من الجيش والأسطول والقوات الجوية. وتشمل الأسلحة المستعملة بصفة أساسية في الجيش 1,400 مركبة حربية مصفحة، و34 سفينة مقاتلة، و861 طائرة حربية.
أدى الترابط الوثيق بين الإمبراطورية البريطانية والكومنولث بكندا الإنجليزية إلى مشاركة أساسية لكندا مع الجيش البريطاني في حرب البوير الثانية، والحرب العالمية الأولى والحرب العالمية الثانية. ومنذ ذلك الحين، أصبحت كندا طرفًا مدافعًا عن مبدأ التعددية الدولية، وتسعى جاهدة من أجل التوصل إلى حلول للمشاكل الدولية بالتعاون مع الدول الأخرى. وفي أثناء الحرب الباردة، كانت كندا مساهمًا رئيسيًا في مساعدة قوات الأمم المتحدة في الحرب الكورية وقامت بتأسيس قيادة الدفاع الجوي الفضائي عن أمريكا الشمالية بالتعاون مع الولايات المتحدة للدفاع لصد الهجمات الجوية التي يطلقها الاتحاد السوفيتي. وقد لعبت كندا دورًا قياديًا في محاولات الأمم المتحدة لحفظ السلام بين الشعوب. ففي أثناء أزمة قناة السويس عام 1956، ساعد «ليستير بي بيسرسون» رئيس الوزراء المستقبلي آن ذاك في تهدئة الوضع بتقديمه اقتراحاً بالاستعانة بقوات حفظ السلام التابعة للأمم المتحدة. ومنذ لك الحين، شاركت كندا بالخدمة في 50 من إرساليات الأمم المتحدة لقوات حفظ السلام، شاملةً جميع محاولات الأمم المتحدة لحفظ السلام حتى عام 1989. ومنذ ذلك الحين وهي تحافظ على وجود قواتها في المهام العسكرية الدولية في رواندا ويوغوسلافيا سابقًا ومناطق أخرى. انضمت كندا لمنظمة الدول الأمريكية في عام 1990.
استضافت كندا الجمعية العامة التابعة لمنظمة الدول الأمريكية في «ويندسور» بـ«أونتاريو» في يونيو عام 2000. ذلك بالإضافة إلى استضافتها للقمة الثالثة لمنظمة الأمريكتين في مدينة «كيبك» في إبريل عام 2001. تسعى كندا لتوسيع علاقاتها مع النظم الاقتصادية لدول ساحل المحيط الهادي من خلال عضويتها في منتدى التعاون الاقتصادي لدول آسيا والمحيط الهادي. منذ عام 2001، قامت كندا بنشر قواتها العسكرية في أفغانستان كجزء من قوات حفظ الاستقرار الأمريكية وأيضا القوة الدولية للمساعدة الأمنية التي أطلقها حلف الناتو والتي قامت الأمم المتحدة بالموافقة عليها.
يواصل كل من كندا والولايات المتحدة الأمريكية دمج الهيئات المعنية بالولايات والأخرى المعنية بالمقاطعات لتعزيز الأمن عبر الخط الحدودي بين كندا والولايات المتحدة، وذلك من خلال مبادرة السفر عبر نصف الكرة الغربي.
لقد شارك فريق الاستجابة للمساعدة في الكوارث الخاص بدولة كندا في ثلاث محاولات رئيسية للإغاثة خلال السنوات الأخيرة. فقد تم نشر الفريق المكون من مائتي عضو في عمليات إغاثة عقب زلزال المحيط الهندي لعام 2004 والذي ضرب جنوب آسيا، وإعصار كاترينا الذي حدث في عام 2005 وزلزال كشمير في أكتوبر من العام نفسه.
في فبراير عام 2007، أعلن كل من كندا وإيطاليا وبريطانيا والنرويج وروسيا التزاماتهم المالية لإنشاء مشروع بتكلفة تصل إلى 1.5 مليار دولار للمساعدة في إعداد أنواع من اللقاحات يعتقد أنها قد تساهم في إنقاذ ملايين الأرواح في الدول الفقيرة. كما أنهم دعوا الدول الأخرى للانضمام إلى هذا المشروع. وفي أغسطس من عام 2007، تم التعرض لسيادة كندا في مياه القطب الشمالي عقب حملة روسية قامت بوضع العلم الروسي في قاع البحر بالقطب الشمالي. فقد اعتبرت كندا تلك المنطقة واقعة تحت السيادة الكندية منذ عام 1925
يُعد الجيش الكندي أكبر فرع للقوات المسلحة الكندية، حيث بلغ قوته الإجمالية 40 100 جنود في عام 2016 بالإضافة إلى 4 100 مدنيون. دورها الرئيسي هو تطوير والحفاظ على القوات البرية قادرة على تلبية الاحتياجات الدفاعية وخدمة المصالح الكندية. لديها قواعد في جميع أنحاء البلاد وهي مسؤولة عن احتياطي الجيش، وهو أكبر عنصر في الاحتياطي الأساسي. رئيس أركان الجيش الكندي (بالفرنسية: lieutenant général) يقع بول وينيك ومقره في مقر الدفاع الوطني في أوتاوا، أونتاريو.
قبل عام 1940، كانت القوات البرية تُعرف باسم الميليشيا الكندية. أصبح اسم «الجيش الكندي» رسميًا في عام 1940 في أعقاب الحرب العالمية الثانية. في عام 1966، وتحضيرًا لتوحيد العناصر الثلاثة في عام 1968، تم وضع جميع القوات البرية تحت القيادة المتنقلة. وهكذا، منذ عام 1968، لم يعد الجيش الكندي كيانًا قانونيًا منفصلاً عن سلاح الجو الملكي الكندي والبحرية الملكية الكندية. في عام 1975، تم وضع القوات البرية تحت قيادة القوات المتنقلة عندما تم تخصيص وحدات جوية تكتيكية لقيادة القوات الجوية المنشأة حديثًا. في عام 1993، أثناء إعادة تنظيم القوات الكندية، أعيدت تسميتها إلى قيادة القوات البرية . في عام 2011، أعادت اعتماد اسم الجيش الكندي (صديق مزيف بالفعل في عام 1940 بدلاً من الترجمة الدقيقة لـ: الجيش الكندي). الكلمة الفرنسية « جيش» تعني « القوات المسلحة»، وبالتالي تشمل القوات البحرية والجوية (المصطلحات المستخدمة من قبل البلدان الأخرى الناطقة بالفرنسية) وليس فقط القوات البرية (تُترجم إلى الإنجليزية على النحو التالي: الجيش ).
للجيش الكندي ستة أنواع من الوحدات: مشاة، مدفعية، أسلحة مصفحة، مهندسو قتال، دعم قتالي وإشارات. ويشمل أعضاء القوة النظامية الذين يعملون بدوام كامل والاحتياطي الأساسي الذين يعملون في الغالب بدوام جزئي. تنقسم وحدات الجيش إلى ستة تشكيلات. يتكون الجيش من ثلاث مجموعات لواء ميكانيكي نظامي وعشر مجموعات لواء احتياطي. يتم وضع الوحدات في مهمة عملياتية تحت قيادة العمليات المشتركة الكندية ويتم تنظيمها بشكل عام في مجموعات قتالية تتكون حول إحدى كتائب أفواج المشاة العادية الثلاثة، مشاة الأميرة باتريشيا الكندية الخفيفة، والجيش الملكي 22e والفوج الملكي الكندي، للبعثات الخارجية واسعة النطاق.

## وظيفة
تتمثل مهمة الجيش الكندي في الحفاظ على قدرة القوات البرية الكندية على الاستجابة بفعالية لاحتياجات كندا الدفاعية ومهام القوات المسلحة الكندية. هذا لحماية سيادة كندا ومصالحها، والدفاع عن أمريكا الشمالية بالتعاون مع الولايات المتحدة وتعزيز السلام العالمي من خلال المشاركة في بعثات في الخارج. داخل الجيش الكندي، يتم تحديد هذه المهام على وجه التحديد من خلال حماية كندا من خلال تنفيذ المراقبة البرية، من خلال مساعدة السلطات المدنية في حالة الحاجة ودعم المصالح الكندية في الخارج من خلال توفير الجنود لعمليات الانتشار.
يتمثل الدور الأساسي للجيش الكندي في تطوير والحفاظ على قوات قتالية فعالة جاهزة لتحقيق هذه الأهداف. يشارك الجيش الكندي في مهمات تحت رعاية الأمم المتحدة ومنظمة حلف شمال الأطلسي بالإضافة إلى مهام المساعدات الإنسانية، ,. على سبيل المثال، بين عامي 2000 و 2002، حافظت كندا على ما بين 3 000 و 4 000 جندي في مهمة خارج كندا.

## بناء

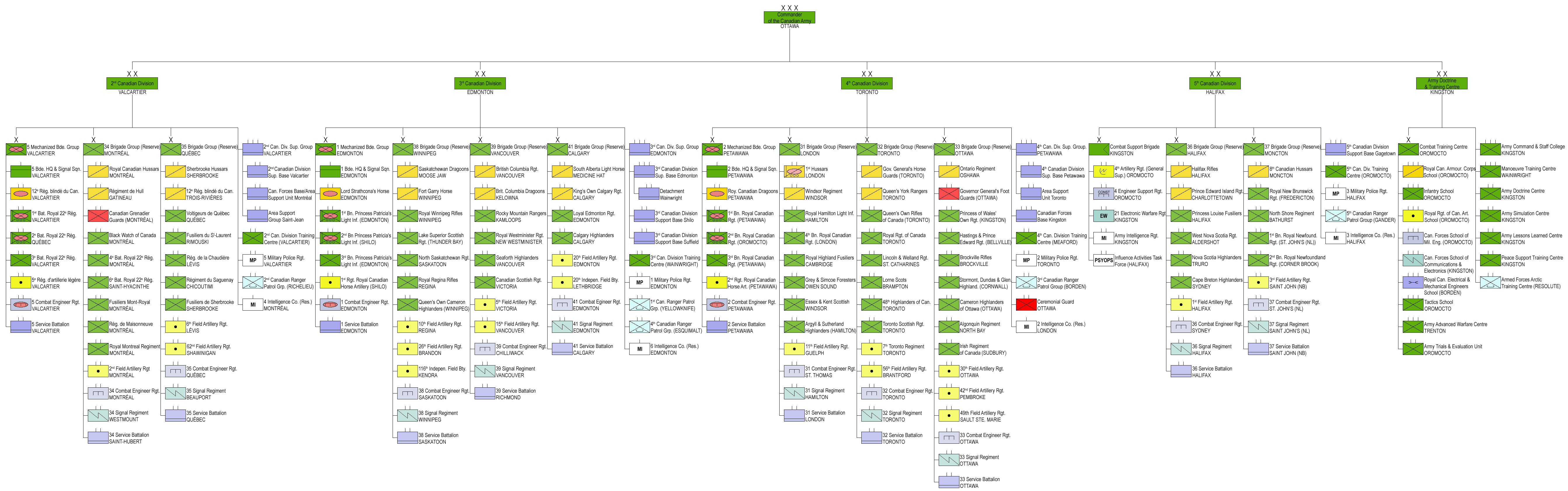
المخطط التنظيمي للجيش الكندي.

يقع مقر الجيش داخل مقر الدفاع الوطني في أوتاوا، عاصمة كندا. قوة الجيش هي الأكبر من بين العناصر الثلاثة للقوات المسلحة الكندية مع 22800 جندي نظامي و 17300 جندي احتياطي و 4100 مدني. يزيد عدد النساء في الجيش عن 1100 ؛ ومع ذلك، هم أقل من 200 في الأسلحة القتالية. يتألف الجيش من ستة أنواع من الوحدات: المشاة والمدفعية والدروع والمهندسين القتاليين والدعم القتالي والإشارات. الأربعة الأولى تسمى «الأسلحة القتالية».
ينقسم الجيش الكندي إلى ستة تشكيلات: خمس فرق بالإضافة إلى عقيدة الجيش الكندي ومركز التدريب. تعتبر الأقسام 5 e e e 5 أوامر تشغيلية تتوافق مع منطقة جغرافية في كندا، على التوالي، كيبيك وغرب كندا وأونتاريو والمقاطعات الأطلسية. تتكون الفرقة 1 الأولى من وحدات قابلة للنشر وهي مسؤولة بشكل خاص عن عمليات إخلاء غير المقاتلين وعمليات الانتشار في حالات الكوارث. يقع مقرها الرئيسي في كينغستون، أونتاريو. من جانبه، يضم مركز العقيدة والتدريب للجيش الكندي وحدات مسؤولة عن التدريس والتدريب المنتشرة في جميع أنحاء كندا ويتم توجيهه أيضًا من كينغستون. يقود الفرقة 1 الأولى ومركز العقيدة والتدريب بالجيش الكندي لواءات بينما يقود الفرق الأخرى عميد.
يتكون الجيش الكندي من ثلاث مجموعات لواء ميكانيكي داخل القوة النظامية وعشر مجموعات لواء داخل الاحتياطي الأساسي، وتقع في حوالي 100 موقع عبر كندا. تتكون كل مجموعة لواء ميكانيكي من ثلاث كتائب مشاة (اثنتان ميكانيكيتان وواحدة خفيفة)، فوج مدرع، فوج مدفعية، فوج مهندس قتالي، سرب استطلاع ووحدات دعم قتالي ولوجستي. بصرف النظر عن مجموعات اللواء، تضم القوة النظامية للجيش الكندي أيضًا فوج دعم مهندس، وفوج دفاع جوي وفوج حرب إلكترونية. يضم الاحتياطي الأساسي 51 كتيبة مشاة و 17 وحدة استطلاع و 17 وحدة مدفعية و 12 وحدة مهندس و 19 وحدة لوجستية و 4 وحدات استخبارات و 4 وحدات شرطة عسكرية. بالإضافة إلى ذلك، فإن الجيش مسؤول عن " رينجرز الكنديين" الذين يضمنون وجودًا عسكريًا في شمال كندا وأماكن معزولة في كندا. ينقسم رينجرز إلى 164 مجموعة دورية.
تنقسم كتيبة المشاة إلى سرايا يقودها رائد. تنقسم السرايا إلى ثلاث فصائل أو أكثر يقودها ملازم. تتكون الفصيلة من ثلاثة أقسام من ثمانية جنود مشاة بقيادة رقيب. يتبع هيكل المهندسين المقاتلين إلى حد كبير نفس هيكل المشاة باستثناء أن الأفواج هي الوحدات التشغيلية. ؛ لذلك ليس هناك كتيبة. في المهندسين القتاليين، تسمى الشركات «أسراب» وفصائل تسمى «القوات». من ناحية أخرى، يستخدم السلاح المدرع نفس المصطلحات التي يستخدمها المهندس القتالي، لكن له هيكل مختلف قليلاً. تتكون القوات المدرعة من 16 جنديًا بدلاً من 36 وتضم الأسراب أربعة جنود. تستخدم مهن الدعم القتالي نفس المصطلحات المستخدمة في المشاة، ولكن لها بنية مختلفة وقوة عاملة مختلفة لتلبية احتياجاتهم الخاصة. للمهمة، يتم تشكيل فريق قتالي من سرية مشاة واحدة على الأقل وسرب دبابات واحد لما مجموعه حوالي 250 جنديًا. يقود كل فريق قتالي رائد. تتكون المجموعة القتالية من فريقين قتاليين بالإضافة إلى المدفعية والمهندسين المقاتلين ليصبح المجموع حوالي 750 جنديًا  قد تضم المجموعة القتالية أيضًا عناصر من سلاح الجو الملكي الكندي وعناصر دعم قتالية. ومع ذلك، فإن هيكل المجموعة القتالية مرن ويتم تنظيمه وفقًا للمهمة التي سيتم تنفيذها. يقود مجموعة قتالية بشكل عام مقدم.
تنتشر وحدات الجيش على سبع قواعد رئيسية للقوات الكندية (CFBs): قاعدة القوات الكندية جاجتاون في نيو برونزويك، قاعدة القوات الكندية فالكارتير في كيبيك، كينغستون وقاعدة القوات الكندية بتواوا في أونتاريو، قاعدة القوات الكندية شيلو في مانيتوبا وكذلك قاعدة القوات الكندية إدمنتون في ألبرتا.

### الفرقة الكندية الثانية

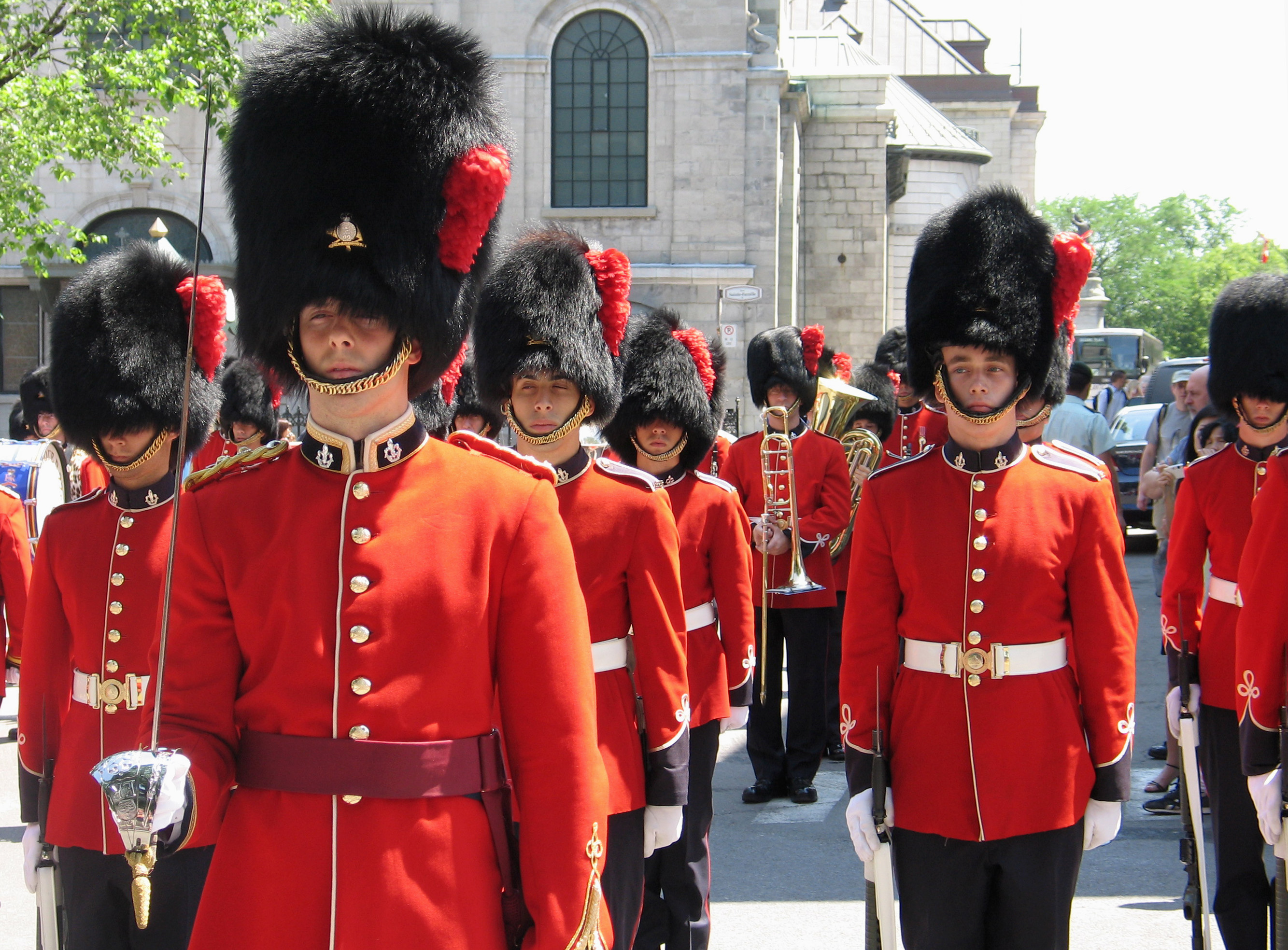
جنود من Royal 22e Régiment يتظاهرون في كيبيك.

الفرقة الثانية مسؤولة عن وحدات الجيش الموجودة في كيبيك مقسمة إلى أربعة تشكيلات رئيسية. يقع مقرها الرئيسي في مونتريال. وحدة القوة الثانية العادية هي جزء من مجموعة اللواء الميكانيكي الكندي 5 ومقرها خارج قاعدة القوات الكندية بفالكارتير. هذا القطاع مسؤول أيضًا عن 24 وحدة من الاحتياطي الأساسي مقسمة إلى مجموعتين لواءين.
الوحدات العادية من الفرقة الكندية الثانية
| وحدة                        | نوع                  | قاعدة                          |
| --------------------------- | -------------------- | ------------------------------ |
| كتيبة من الفوج الملكي       | مشاة ميكانيكية       | قواعد القوات الكندية فالكارتير |
| كتيبة الفوج الملكي          | مشاة ميكانيكية       | قلعة كيبيك                     |
| كتيبة الفوج الملكي          | جنود المشاة والمطلات | قواعد القوات الكندية فالكارتير |
| فوج المدفعية الخفيفة الكندي | سلاح المدفعية        | قواعد القوات الكندية فالكارتير |
| فوج مدرع كندي               | مدرعة                | قواعد القوات الكندية فالكارتير |
| فوج مهندس قتالي             | مقاتلين              | قواعد القوات الكندية فالكارتير |
| كتيبة الخدمة الكندية        | كتيبة الخدمة         | قواعد القوات الكندية فالكارتير |

### الفرقة الكندية الثالثة

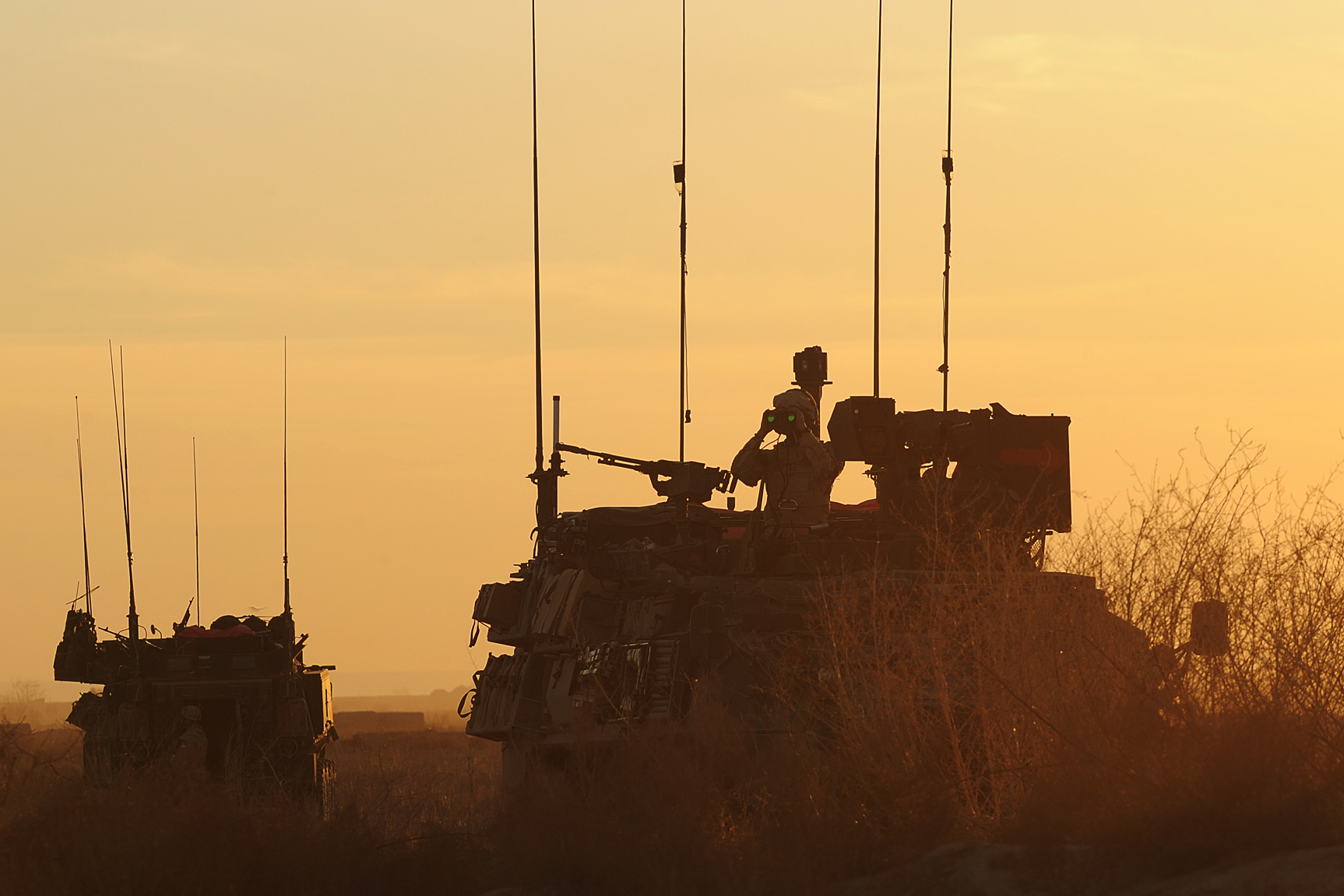
دورية من الكتيبة ، مشاة Princess Patricia's Canadian Light Infantry في LAV III في أفغانستان في عام 2010.

الفرقة الكندية الثالثة مسؤولة عن وحدات الجيش الموجودة في أونتاريو الغربية ومانيتوبا وساسكاتشوان وألبرتا وكولومبيا البريطانية. وهي تضم مجموعة لواء ميكانيكي منتظم وثلاث مجموعات لواء احتياطي. كما تضم المنطقة مجموعة دورية حراس. قوة القطاع أكثر من 6 000 نظامي و 5 700 1 200 احتياطي و 1 200 مدني.
الوحدات العادية من الفرقة الكندية الثالثة
| وحدة                                          | نوع                  | قاعدة                         |
| --------------------------------------------- | -------------------- | ----------------------------- |
| كتيبة المشاة الخفيفة الكندية للأميرة باتريشيا | مشاة ميكانيكية       | قواعد القوات الكندية ادمونتون |
| كتيبة المشاة الخفيفة الكندية للأميرة باتريشيا | مشاة ميكانيكية       | قواعد القوات الكندية شيلو     |
| كتيبة المشاة الخفيفة الكندية للأميرة باتريشيا | جنود المشاة والمطلات | قواعد القوات الكندية ادمونتون |
| فوج مدفعية الحصان الملكي الكندي               | سلاح المدفعية        | قواعد القوات الكندية شيلو     |
| حصان اللورد ستراثكونا (الكنديون الملكيون)     | مدرعة                | قواعد القوات الكندية ادمونتون |
| 1 فوج مهندس قتالي                             | مقاتلين              | قواعد القوات الكندية ادمونتون |

### الفرقة الكندية الرابعة
الفرقة الكندية الرابعة مسؤولة عن وحدات الجيش الموجودة في أونتاريو. توظف الفرقة الرابعة في كان 5000 جندي نظامي و 5500 جندي احتياطي و 1200 مدني. يقع مقرها الرئيسي في تورونتو.
الوحدات النظامية في قطاع المركز
| وحدة                            | نوع                  | قاعدة                         |
| ------------------------------- | -------------------- | ----------------------------- |
| كتيبة من الفوج الملكي الكندي    | مشاة ميكانيكية       | قواعد القوات الكندية بيتاوا   |
| كتيبة من الفوج الملكي الكندي    | جنود المشاة والمطلات | قواعد القوات الكندية بيتاوا   |
| فوج مدفعية الحصان الملكي الكندي | سلاح المدفعية        | قواعد القوات الكندية بيتاوا   |
| التنين الملكي الكندي            | مدرعة                | قواعد القوات الكندية بيتاوا   |
| 2 فوج مهندس قتالي               | مقاتلين              | قواعد القوات الكندية بيتاوا   |
| فوج الحرب الإلكترونية           | حرب إلكترونية        | قواعد القوات الكندية كينغستون |

### الفرقة الكندية الخامسة
الفرقة الكندية الخامسة هي المسؤولة عن وحدات الجيش الموجودة في المقاطعات الأطلسية الأربعة باستثناء مركز التدريب القتالي في قاعدة القوات الكندية جيجتاون والذي يقدم تقاريره مباشرة إلى مركز العقيدة والتدريب بالجيش الكندي. يقع مقر القطاع في قاعدة القوات الكندية هاليفاكس في نوفا سكوشا. إجمالاً، تقع 4 وحدات من القوات النظامية و 23 وحدة احتياطي أساسية تحت مسؤولية قطاع الأطلسي لقوة إجمالية تبلغ حوالي 7000 موظف، بما في ذلك 2400 جندي نظامي و 3100 جندي احتياطي و 700 حارس و 700 مدني.
الوحدات العادية من الفرقة الكندية الخامسة
| وحدة                         | نوع                       | قاعدة                        |
| ---------------------------- | ------------------------- | ---------------------------- |
| كتيبة من الفوج الملكي الكندي | مشاة ميكانيكية            | قواعد القوات الكندية جاجتاون |
| فوج دفاع جوي                 | المدفعية المضادة للطائرات | قواعد القوات الكندية جاجتاون |
| فوج دعم هندسي                | عسكرية                    | قواعد القوات الكندية جاجتاون |

### عقيدة الجيش الكندي ومركز التدريب
يتمثل دور مركز العقيدة والتدريب للجيش الكندي في قيادة تدريب وتعليم أفراد الجيش. وتضم أكثر من 2500 جندي. تنتشر وحداتها على ثلاث قواعد: كينغستون في أونتاريو وجاجتاون وبرونزويك ووينرايت في ألبرتا. يقع مقرها الرئيسي في كينغستون. قائد مركز التدريب هو اللواء دي.إيه فريزر., يتضمن مركز التدريب القتالي الموجود في قاعدة دعم الفرقة الكندية الخامسة والذي يعمل على نفس مستوى مجموعات اللواء. وهذا يشمل مدارس الأذرع القتالية الأربعة التابعة للقوات البرية. كما يتضمن أيضًا مركز تدريب المناورة الموجود في قاعدة القوات الكندية وينرايت.

## معدات

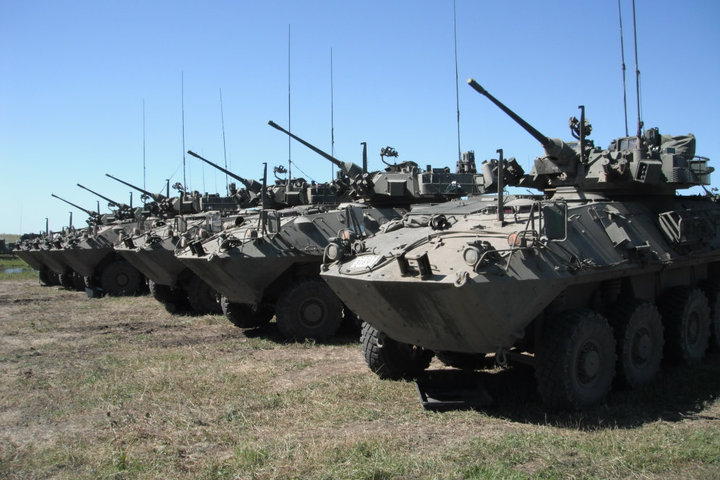
القيوط من 12e Régiment Blade du Canada

يمتلك الجيش الكندي في عام 2011 ما يقرب من 1 700 مركبة مدرعة و 9 400 مركبة متعددة الاستخدامات. تشمل المركبات المدرعة حوالي 650 لاف الثالثة (مركبة مدرعة خفيفة)، و 110 دبابة ليوبارد 2، و 200 مركبة استطلاع كايوتي وحوالي 100 لاف السادسة. لديه أيضًا حوالي 220 مدفعًا مدفعيًا بما في ذلك حوالي 30 إل جي1 مارك الثاني (مدفع هاوتزر قطره 105 مم و80 إم 109 هاوتزر (مدفع دفع 155 مم وحوالي 30 هاوتزر عيار 155 مم xm777) و 100 مدفع هوارتز إم 101 (مدفع هاوتزر قطر 105 مم),. بالإضافة إلى ذلك، لديها حوالي 90 بندقية وأنظمة دفاع جوي.

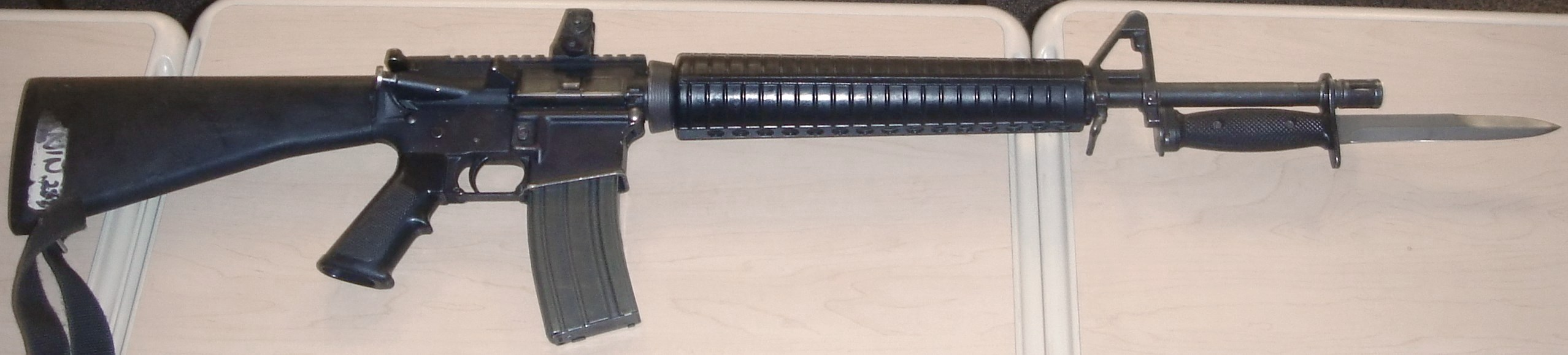
بندقية هجومية C7A1 بحربة

البندقية الهجومية الرئيسية التي يستخدمها المشاة هي ديماكو سي 7 إيه 1، وهي بندقية إم 16 معدلة. البديل سي 7 إيه 2 المستخدم حاليًا هو الإصدار الأسود والأخضر من سي 7 إيه 1 ويستخدم المخزون القابل للسحب من بندقية ديماكو سي 8 . يشتمل السلاح الأساسي لقسم المشاة أيضًا على قنبلة يدوية، وقاذفة قنابل يدوية إم 203 ‏، ومدفع رشاش خفيف سي 9، ومدافع رشاشة ثقيلة إف إن ماج سي 6 وإطلاق قنابل آلية سي 16. يستخدم رينجرز بندقية لي إنفيلد#4 ـ حماية أنفسهم من الحياة الفطرية ومن أجل معيشتهم.

## التاريخ

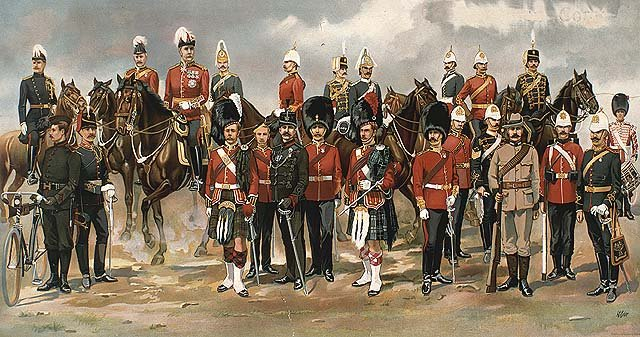
زي الميليشيات عام 1898

قبل إنشاء الاتحاد الكندي في عام 1867، كانت الوحدات العسكرية جزءًا من الجيش الفرنسي ثم الجيش البريطاني. في الواقع، كانت المملكة المتحدة مسؤولة عن الدفاع عن كندا من عام 1763 إلى عام 1867. تم إنشاء الميليشيا الكندية عام 1855، ولكن كان لها دور محدود فقط حتى رحيل القوات البريطانية عام 1867. كانت أولى عمليات الميليشيا للدفاع عن كندا ضد غارات فينيان ثم أثناء تمرد الشمال الغربي في نهاية XIX التاسع عشر. قرن . كان أول انتشار للكنديين في الخارج في حرب البوير الثانية في جنوب إفريقيا لدعم الجيش البريطاني. بعد ذلك شارك الجيش الكندي في الحربين العالميتين في أوروبا. ال1er أصبحت القيادة المتنقلة عندما تم توحيدها مع البحرية الملكية الكندية والقوات الجوية الملكية الكندية تحت هيكل واحد. أصبح هذا الأخير فيما بعد قيادة القوات المتنقلة عندما تم نقل عناصر الطيران التكتيكي إلى قيادة القوات الجوية المنشأة حديثًا. تم تغيير اسمها إلى قيادة القوة البرية في عام 1997 وأعيد تبني اسم الجيش الكندي في عام 2010.

## الرموز والتقاليد

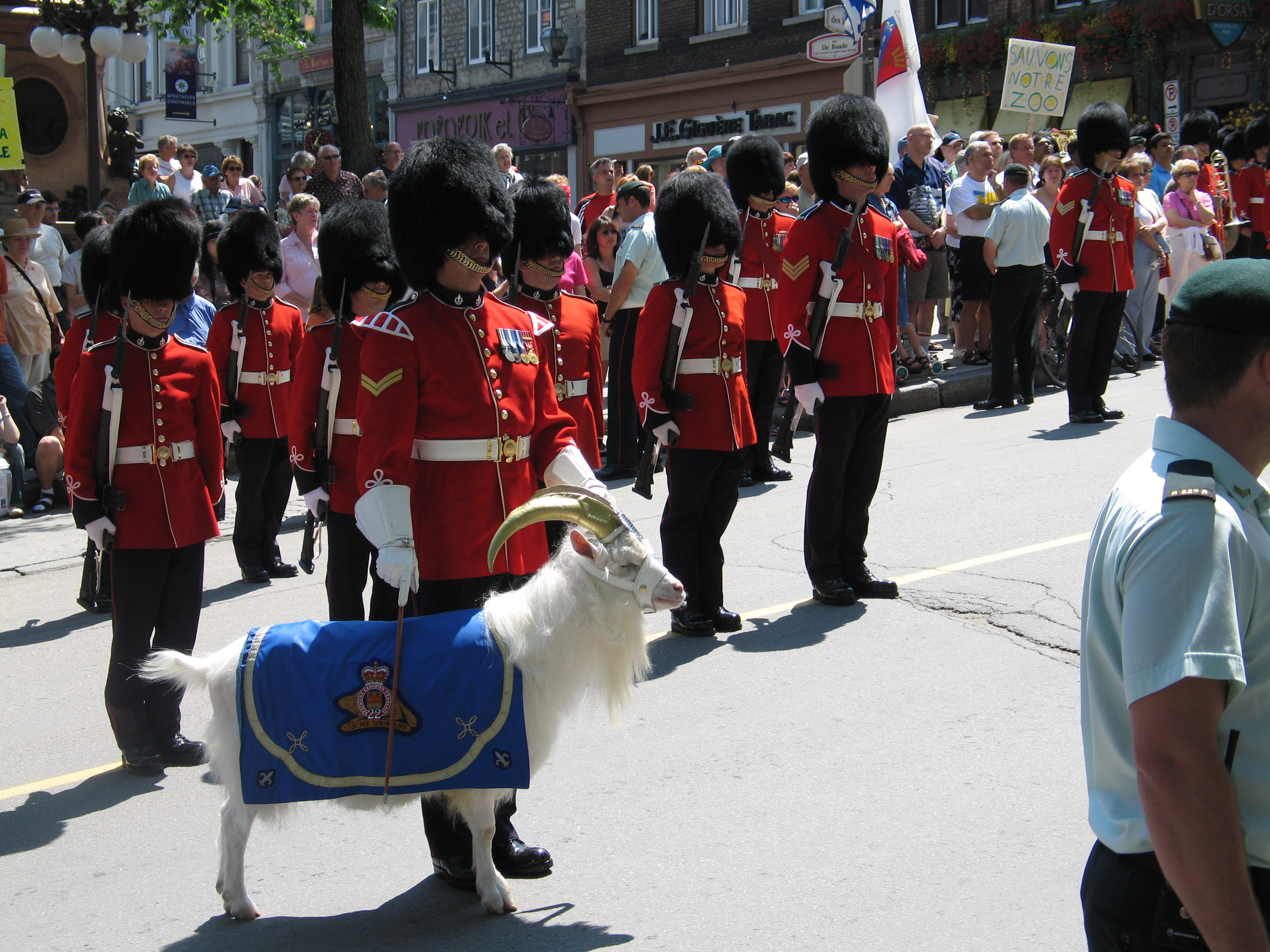
الزي القرمزي والماعز، التميمة الفوجية، من، المنطقة الملكية 22 إي تقليدان مستعاران من رويال ويلش فيوزيليرس في المملكة المتحدة التي ينتمي إليها الفوج.

رمز الجيش الكندي المستخدم على الشعار وعلى العلم هو ورقة قيقب حمراء على سيفين متقاطعين. وفقًا لسلطة هيرالديك الكندية، فإن شعار الرمز هو «تم تمرير سيفان طبيعيان مزينان بالذهب في سالتير مع أوراق نبات القيقب، معروق بالذهب».
يرتكز علم الجيش الكندي الحالي المقدم في 14 يناير 2016 على العلم الكندي ويتميز بورقة قيقب بيضاء منمقة على خلفية حمراء بالإضافة إلى العلم الوطني في أعلى جانب الصاري أو " دكستر كانتون من حيث شعارات النبالة. الشارة التي استخدمها أعضاء الجيش الكندي خلال الحرب العالمية الثانية والحرب الكورية، وهي ثلاث أوراق من خشب القيقب على سيفين متقاطعين، مثبتة على ورقة القيقب البيضاء. يوجد فوق الورقة المركزية صورة لتاج القديس إدوارد، وهو رمز يستخدم في احتفالات التتويج لأكثر من 300 عام. إنه العلم الخامس منذ عام 1944.
علم الجيش الكندي بين عامي 1998 و 2016 أبيض اللون وعليه هذا الرمز في وسطه بالإضافة إلى العلم الوطني في الزاوية العلوية من جانب القطب. استخدم الجيش الكندي لأول مرة علم الاتحاد، وهو علم المملكة المتحدة. هذا هو أيضًا العلم الذي حملته خلال الحرب العالمية الأولى.
تعود جذور تقاليد أفواج القوة البرية إلى تاريخ كندا، ولكن أيضًا في تاريخ الجيش البريطاني. وبالفعل، تم تشكيل عدة أفواج على النموذج البريطاني، وتم إنشاء نظام انتساب لإبراز التاريخ العسكري المشترك بين البلدين. على سبيل المثال، تم الحفاظ على التقاليد مثل تكريم المعركة والألوان من قبل العديد من الأفواج الكندية. بالإضافة إلى ذلك، فإن العقيد العام للقوات المسلحة هو في الغالب من العائلة المالكة.

## الحروب العالمية حتى الوقت الحاضر
في عام 1914، بعد إعلان الحرب بين الحلفاء والقوى المركزية، قررت الحكومة الكندية تشكيل قوة متطوعين منفصلة للمشاركة في حرب استكشافية. شكلت هذه القوة الاستطلاعية الكندية في الحرب العالمية الأولى، وكانت المشاركة الكندية الأساسية في المجهود الحربي.
في 19 نوفمبر 1940، خلال الحرب العالمية الثانية، صدر أمر في المجلس أعاد تسمية الميليشيا النشطة الدائمة باسم الجيش الكندي (نشط)، مكملًا بالميليشيا النشطة غير الدائمة، والتي سميت بالجيش الكندي (الاحتياطي).
شارك الجيش في الحرب الكورية، حيث نزلت العناصر الأولى من مشاركته في كوريا في ديسمبر 1950 وشكلت جزءًا من القوات التي شاركت في عملية كيلير ومعركة كابيونغ. كانت القوات الكندية ملتزمة أيضًا بوجود الناتو في ألمانيا الغربية خلال الحرب الباردة.
في السنوات التالية، تم توحيدها مع القوات البحرية والجوية في عام 1968، وتم تقليل حجم القوات البرية الكندية، ومع ذلك، شاركت القوات الكندية في عدد من العمليات العسكرية مع حلفاء كندا. وشملت هذه العمليات حرب الخليج عام 1991 وغزو أفغانستان عام 2001، بالإضافة إلى عمليات حفظ سلام مختلفة تحت رعاية الأمم المتحدة في أنحاء مختلفة من العالم. على الرغم من دعم كندا المعتاد للمبادرات البريطانية والأمريكية، لم تشارك القوات البرية الكندية بشكل مباشر في أزمة السويس أو حرب فيتنام أو حرب العراق.

### مذكرات
- هذه المقالة مترجمة جزئيا أو كليا من مقالة  ويكيبيديا الإنجليزية معنونة (بالإنجليزية) «Canadian Forces Land Force Command» (طالع قائمة المشاركين في التحرير)

## فهرس
المستند المستخدم كمصدر لهذه المقالة:
- L’Armée canadienne, 1939 - 1945, Résumé historique officiel (PDF). Ministère de la Défense nationale. 1949. ص. 404. مؤرشف من الأصل (PDF) في 2020-02-19. {{استشهاد بكتاب}}: الوسيط |الأول= يفتقد |الأخير= (مساعدة)  بي دي إف
- Dictionary of Canadian Military History (بالإنجليزية). Oxford University Press Canada. 1994. ISBN:978-0-19-541107-2. {{استشهاد بكتاب}}: الوسيط |الأول= يفتقد |الأخير= (help)
- A military history of Canada (بالإنجليزية). 1999. ISBN:978-0-7710-6514-9. {{استشهاد بكتاب}}: الوسيط |الأول= يفتقد |الأخير= (help)
- Sixty Years (بالإنجليزية). Canav Books. 1984. pp. 480. ISBN:978-0-9690703-4-4. milberry. {{استشهاد بكتاب}}: الوسيط |الأول= يفتقد |الأخير= (help)
- Canadian Military Atlas : Four Centuries of Conflict from New France to Kosovo (بالإنجليزية). Douglas & McIntyre. 2006. ISBN:978-1-55365-209-0. {{استشهاد بكتاب}}: الوسيط |الأول= يفتقد |الأخير= (help)

## روابط خارجية
- موقع الجيش الكندي.
- موقع المجلة العسكرية الكندية.
- وجوه الحرب من مكتبة ومحفوظات كندا.
- متحف الحرب الكندي.